# Harris' katoenrat
De harris' katoenrat (Tanyuromys aphrastus)  is een zoogdier uit de familie van de Cricetidae. De wetenschappelijke naam van de soort werd voor het eerst geldig gepubliceerd door Harris in 1932.
Tanyuromys aphrastus heeft een kop-romplengte van 12 tot 15 cm en een staartlengte van 17 tot 23 cm. De soort leeft in nevelwouden van 1.275 tot 2.000 meter hoogte van Monteverde in Costa Rica tot Chiriquí in westelijk Panama.